# Trichomoniasi bovina
La trichomoniasi bovina è una malattia venerea dei bovini causata dal Trichomonas foetus, una specie di protozoi. È una patologia a trasmissione sessuale che può portare alla vaginite, ascessi uterini o piometra, aborti verso il terzo mese e sterilità.

## Segni clinici
Nel toro nella fasi iniziali dell'infestazione si osservano scolo prepuziale e comparsa di piccoli noduli sulle membrane prepuziale e peniena, che successivamente regrediscono.
Nella vacca l'evento più caratteristico è l'aborto precoce (sotto i 4 mesi), che spesso, date le ridotte dimensioni del feto, passa inosservato e può essere confuso con un ciclo estrale irregolare. Se non insorgono complicazioni l'animale guarisce spontaneamente e sviluppa una immunità protettiva alle successive reinfezioni.
Le complicazioni più importanti possono riguardare la persistenza del corpo luteo, con chiusura del canale cervicale da cui deriva piometra a cervice chiusa con ingente raccolta di materiale purulento; oppure la ritenzione degli invogli fetali, con sviluppo di endometrite.

## Epidemiologia
La diffusione della inseminazione artificiale con tori testati non infetti ha ridotto drasticamente l'incidenza di questa malattia, che tuttavia esiste in zone o aziende nelle quali si pratica la monta naturale.
Rientra nella lista delle malattie a denuncia obbligatoria alle autorità competenti (ex lista B dell'OIE).

## Diagnosi
La diagnosi si può effettuare evidenziando mediante microscopio ottico il parassita dopo lavaggio con liquido sterile della vagina o del prepuzio, anche se la possibilità soprattutto nelle femmine che il parassita sia evidenziabile a intermittenza, rende consigliabile la ripetizione della prova.
A livello di mandria è possibile evidenziare sierologicamente il contatto degli individui con Trichomonas.

## Trattamento
Nella vacca, che guarisce spontaneamente, è sufficiente la terapia sintomatica, spesso l'infezione passa inosservata data la guarigione con lavaggio con Lugol.
Il toro invece, che rimane portatore a vita, dovrebbe essere macellato o comunque allontanato dalla riproduzione, è facilmente evidenziabile dato che il protozoo è sensibile alla stessa colorazione usata per la conta degli spermatozoi, è comunque previsto dalla normativa lo screening periodico sui tori tramite esame microscopico del liquido di lavaggio del prepuzio. Si sono dimostrati di una certa efficacia i trattamenti con dimetridazolo per via orale o endovenosa.

## Profilassi
La pratica dell'inseminazione artificiale utilizzando riproduttori non infetti rappresenta sicuramente il metodo più efficace.